# بيت جناد
بيت جناد قرية تتبع (بانياس)في منطقة بانياس التابعة لمحافظة طرطوس.